# Datelovská strž
Datelovská strž je přírodní rezervace jihovýchodně od městyse Dešenice v okrese Klatovy. Oblast spravuje Správa NP a CHKO Šumava. Důvodem ochrany jsou dynamicky se vyvíjející bylinná a dřevinná společenstva.

## Galerie

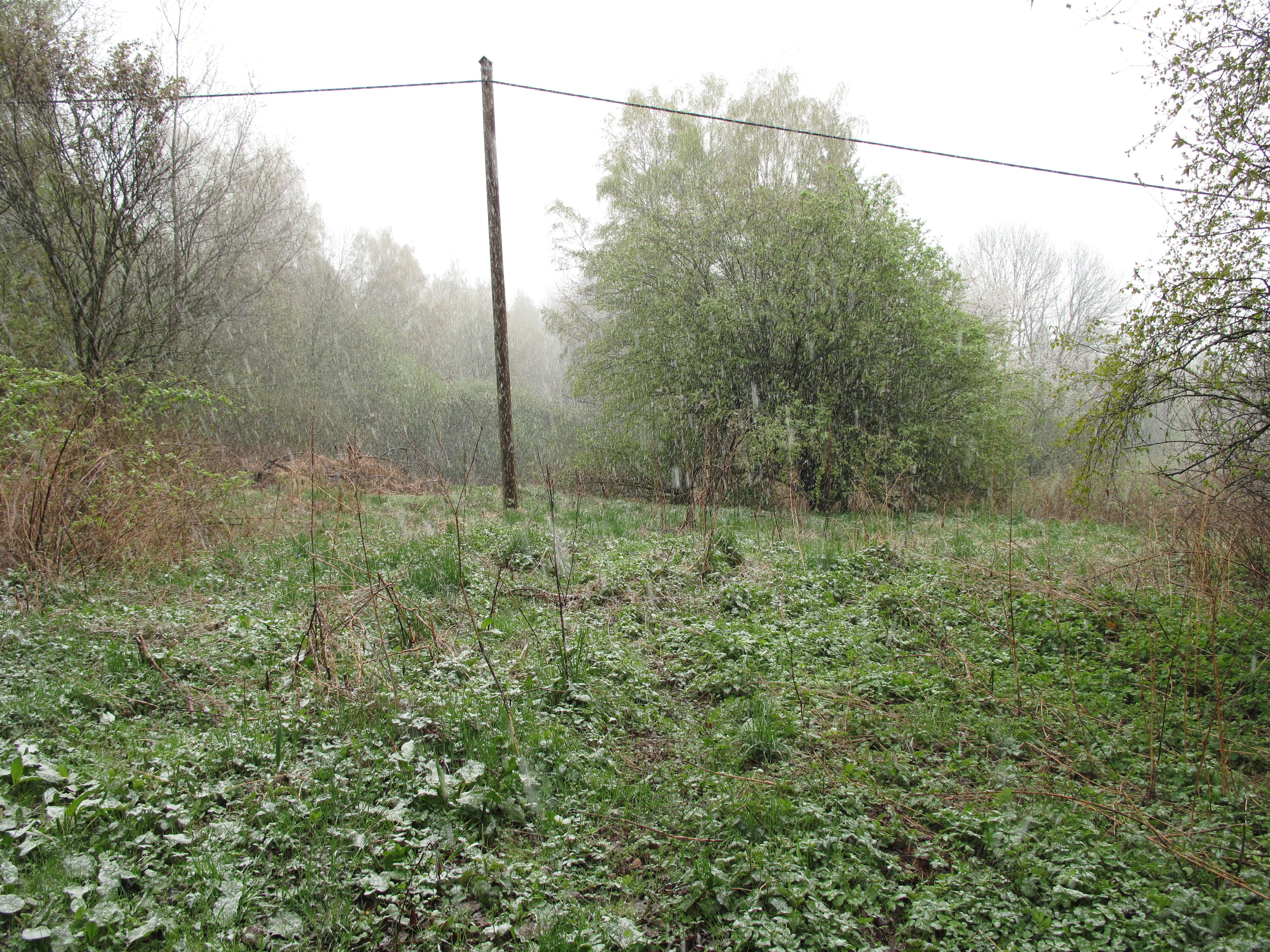
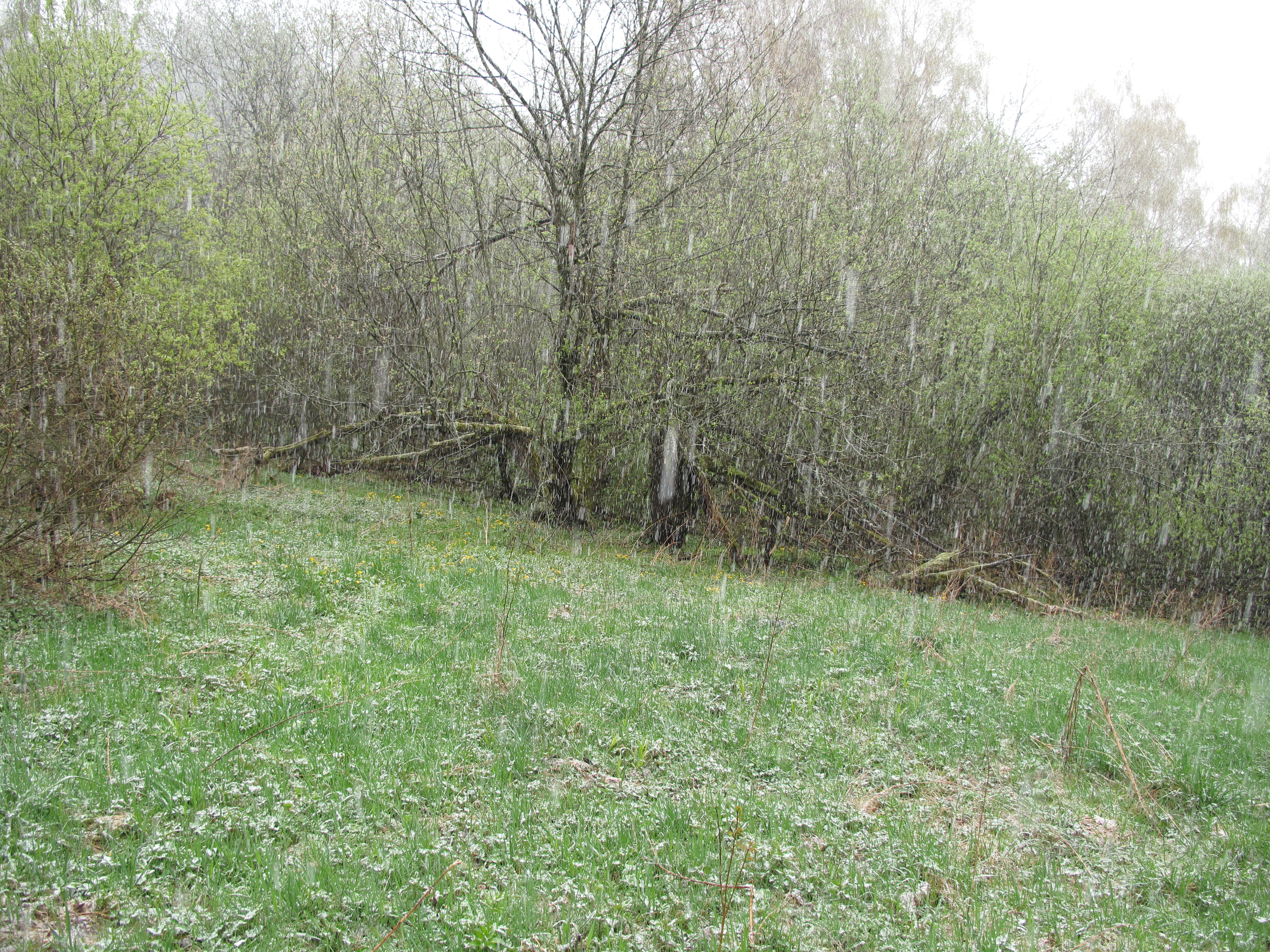
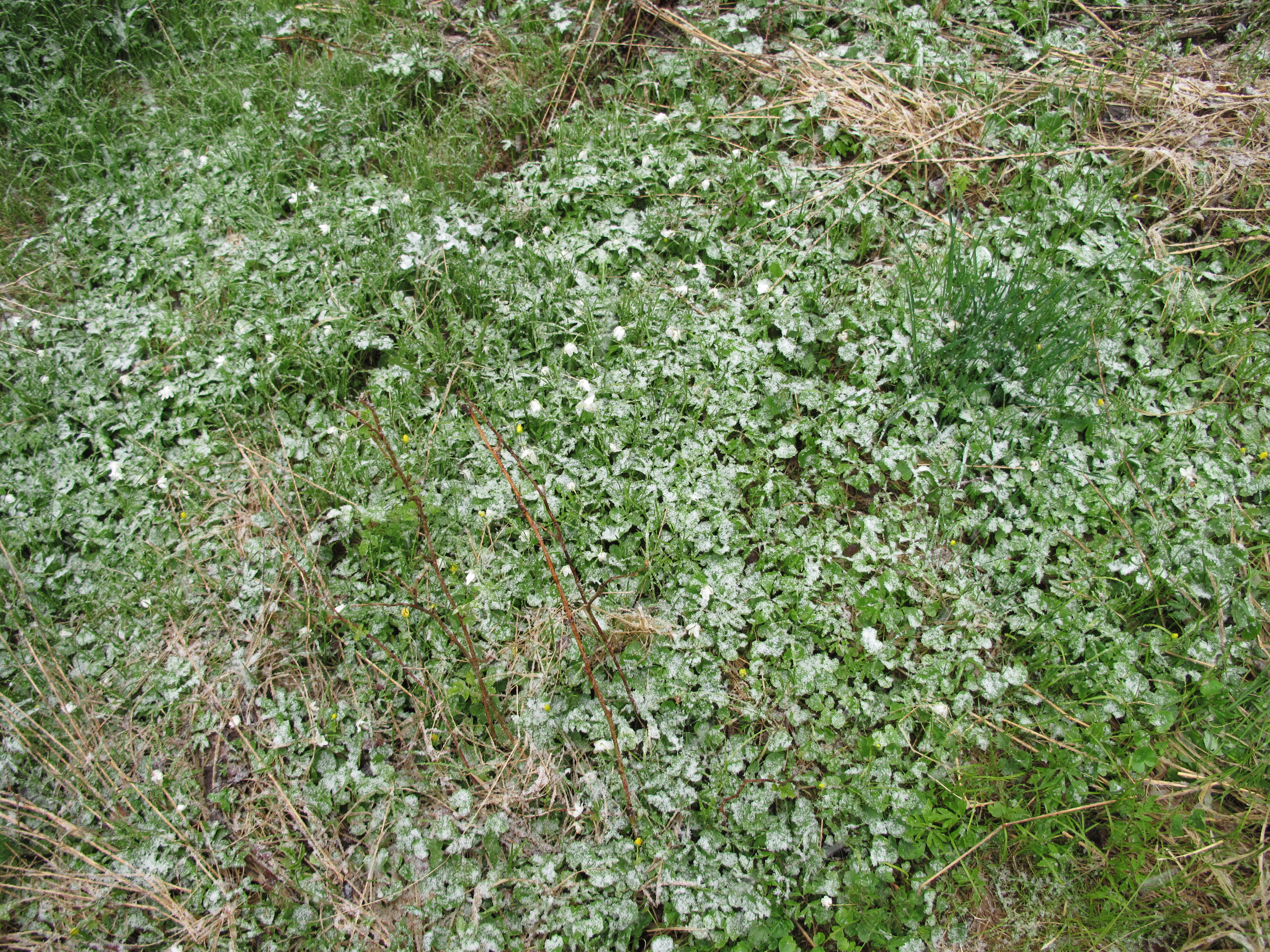